# Лос-Вальес-Пасьегос (комарка)

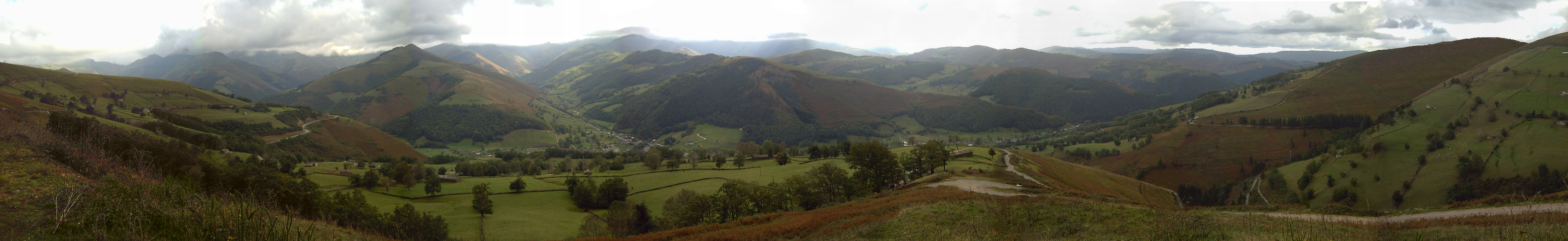

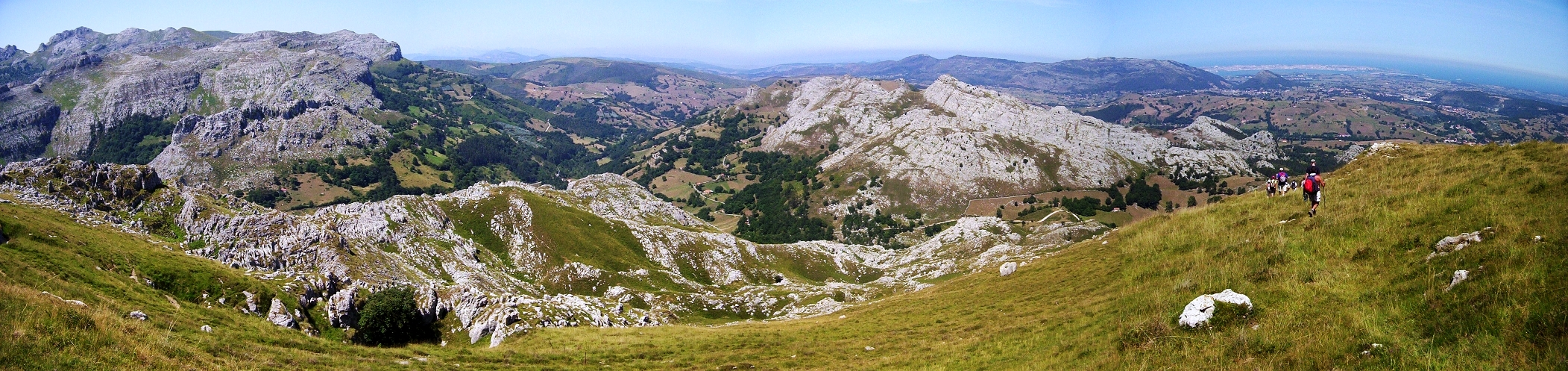

Лос-Вальес-Пасьегос (исп. Comarca de los Valles Pasiegos) — район (комарка) в Испании, входит в провинцию Кантабрия в составе автономного сообщества Кантабрия. Название комарки происходит от составляющих её двух долин — Мьеры и Пас (Долины рек Мьеры и Пас).
В Лос-Вальес-Пасьегос с давних пор проживают пасьего — изолированная группа в составе испанского этноса. Пасьего интересны своеобразной культурой, происходящей со времён кельтиберов, а также необычным для Испании генетическим набором: среди пасьего распространены гаплогруппы E3b и G, редкие в остальной части Европы (особенно G, представленная в основном на Кавказе).

## Муниципалитеты
1. Кастаньеда (Кантабрия)
2. Корвера-де-Торансо
3. Луэна
4. Пуэнте-Вьесго
5. Сан-Педро-дель-Ромераль
6. Сан-Роке-де-Риомьера
7. Санта-Мария-де-Кайон
8. Сантиурде-де-Торансо
9. Саро
10. Селайя (Кантабрия)
11. Вега-де-Пас
12. Вильякаррьедо
13. Вильяфуфре